# Godofredo P. Ramos Airport
Godofredo P. Ramos Airport, ook wel bekend onder de oude naam Caticlan airport, is een luchthaven in de gemeente Malay in de provincie Aklan op het noordwestelijke puntje van Panay. Door de gunstige ligging vlak bij de populaire toeristische bestemming Boracay is de luchthaven een van de drukkere vliegvelden in het land. Caticlan is tevens de naam van de barangay waarin het vliegveld gelegen is.

## Naamgeving
Op 8 november 2002 werd deze de luchthaven, die tot dan Caticlan Airport had geheten hernoemd naar Godofredo P. Ramos Airport als eerbetoon aan de inzet voor de ontwikkeling van Aklan van het congreslid Godofredo P. Ramos.

## Luchtvaartmaatschappijen
De volgende luchtvaartmaatschappijen vliegen op Godofredo P. Ramos Airport:
- Airphil Express (Cebu, Manilla)
- Cebu Pacific (Manilla)
- South East Asian Airlines (Cebu, Clark, Manilla)

Vanaf eind 2007 en begin 2008 vliegen Air Philippines en Cebu Pacific ook op dit vliegveld. Dit is mogelijk geworden doordat deze maatschappijen kleine toestellen hebben besteld die geschikt zijn voor de korte landingsbaan van het vliegveld. Ook Philippine Airlines heeft aangekondigd op Godofredo P. Ramos Airport te gaan vliegen.